# 小行星3109
小行星3109（3109 Machin）是一颗围绕太阳公转的小行星。1974年2月19日，盧波什·科胡特克在汉堡发现了此天体。
該小行星以英國雕塑家阿諾德·馬欽命名。
这颗小行星的绝对星等为256.6884018537587等。